# John Wesley Harding
John Wesley Harding este al optulea album de studio al cântărețului Bob Dylan, lansat de Columbia Records în Decembrie 1967. 
Produs de Bob Johnston, albumul a marcat întoarcerea lui Dylan la muzica acustică cu rădăcini tradiționale , după trei albume de muzică rock electrică. John Wesley Harding a fost înregistrat cam în același timp cu o serie de înregistrări făcute de Dylan cu The Band și care vor fi lansate în 1975 pe albumul The Basement Tapes. 
John Wesley Harding a fost foarte bine primit de critici și a avut parte de vânzări puternice ajungând pe locul 2 în topurile din SUA și pe primul loc în clasamentele Britanice. Succesul comercial al discului a fost remarcabil ținând cont de faptul că Dylan a ținut ca Columbia Records să nu facă albumului o prea mare publicitate. La mai puțin de trei luni de la lansare, albumul a obținut discul de aur conform RIAA. Deși Dylan a decis că nu va lansa ca single piesa All Along The Watchtower, aceasta a devenit una dintre cele mai populare ale sale după ce Jimi Hendrix a făcut un cover după un an. 
În 2003 , albumul a fost clasat pe locul 301 în Lista celor mai bune 500 de albume ale tuturor timpurilor stabilită de revista Rolling Stone. 

## Tracklist
1. "John Wesley Harding" (2:58)
2. "As I Went Out One Morning" (2:49)
3. "I Dreamed I Saw St. Augustine" (3:53)
4. "All Along The Watchtower" (2:31)
5. "The Ballad of Frankie Lee and Judas Priest" (5:35)
6. "Drifter's Escape" (2:52)
7. "Dear Landlord" (3:16)
8. "I Am a Lonsome Hobo" (3:19)
9. "I Pity The Poor Immigrant" (4:12)
10. "The Wicked Messenger" (2:02)
11. "Down Along The Cove" (2:23)
12. "I'll Be Your Baby Tonight" (2:34)